# Macrosiagon tricuspidatum
Macrosiagon tricuspidatum é uma espécie de insetos coleópteros polífagos pertencente à família Ripiphoridae.
A autoridade científica da espécie é Lepechin, tendo sido descrita no ano de 1774.
Trata-se de uma espécie presente no território português.